# Мисово (Нижньогородська область)
Мисово (рос. Мысово) — присілок в Городецькому районі Нижньогородської області Російської Федерації.
Населення становить 58 осіб. Входить до складу муніципального утворення Кумохинська сільрада.

## Історія
Від 2009 року входить до складу муніципального утворення Кумохинська сільрада.

## Населення
| 2002 | 2010 |
| ---- | ---- |
| 60   | ↘58  |